# Италија на Летњим олимпијским играма 1900.
Италијанску делегацију на Олимпијским играма 1900. у Паризу представљао је двадесетчетворо спортиста (23 мушкараца и 1 жена) који су се такмичили у 7 спортова. У саставу италијанске олимпијске репрезентације нашла се први пут и једна жена Елвира Гвера која се такмичила у коничком спорту.
Италија је у коначном пласману освојила 8 место по броју освојених медаља са 2. златне, 2. сребрне од укупно 4 медаље.

## Учесници по спортовима
| Спорт         | Мушкарци | Жене | Укупно |
| ------------- | -------- | ---- | ------ |
| Атлетика      | 2        | 0    | 2      |
| Бициклизам    | 7        | 0    | 7      |
| Гимнастика    | 1        | 0    | 1      |
| Коњички спорт | 2        | 1    | 3      |
| Мачевање      | 8        | 0    | 8      |
| Пливање       | 2        | 0    | 2      |
| Веслање       | 1        | 0    | 1      |
| Укупно (7)    | 23       | 1    | 24     |

## Освајачи медаља
Златне медаље нису додељиване на Играма 1900. Сребрна медаља добијала се за прво место, а бронзана за друго. Међународни олимпијски комитет је ретроактивно доделио златну, сребрну и бронзане медаље на учеснике који су освојили 1., 2., и 3. место, односно, како би се такмичари на раним Олимпијским играма ускладили са тренутним наградама.

### Злато
- Антонио Конте – мачевање, сабља за проф. тренере
- Giovanni Giorgio Trissino – коњички спорт, скок увис

### Сребро
- Italo Santelli – мачевање, сабља за проф. тренере
- Giovanni Giorgio Trissino – коњички спорт, скок удаљ

## Резултати по дисциплинама

### Атлетика
Италија је имала двојицу атлетичара, који су се такмичили у три атлетске дисциплине. Нису освојили ниједну медаљу.
| Такмичар        | Дисциплина | Предтакмичење | Предтакмичење | Полуфинале       | Полуфинале       | Финале           | Финале           |
| Такмичар        | Дисциплина | Результат     | Место         | Результат        | Место            | Результат        | Место            |
| --------------- | ---------- | ------------- | ------------- | ---------------- | ---------------- | ---------------- | ---------------- |
| Умберто Коломбо | 100 метара | непознато     | 3 у 3. групи  | Није се пласирао | Није се пласирао | Није се пласирао | Није се пласирао |
| Умберто Коломбо | 400 метара | непознат      | 5 у 3. групи  | Није се пласирао | Није се пласирао | Није се пласирао | Није се пласирао |
| Емилио Банфи    | 800 метара |               |               | непознат         | 4-6 у 2. групи   | Није се пласирао | Није се пласирао |

### Бициклизам
| Антонио Растели | Спринт | 1:37,6   | 1. у гр. 9 | 1:52,4           | 1. ЧФ. 4         | непознат         | 2. ПФ. 2         | Није се пласирао | Није се пласирао | Није се пласирао | Није се пласирао |
| Ђакомо Страта   | Спринт | непознат | 2 у гр. 1  | непознат         | 2. ЧФ. 1         | Није се пласирао | Није се пласирао | Није се пласирао | Није се пласирао |                  |                  |
| Енрико Бруцони  | Спринт | непознат | 2 гр.4     | непознат         | 2. ЧФ. 6         | Није се пласирао | Није се пласирао | Није се пласирао | Није се пласирао |                  |                  |
| Ромуло Бруни    | Спринт | непознат | 4-8 гр.2   | Није се пласирао | Није се пласирао | Није се пласирао | Није се пласирао | Није се пласирао | Није се пласирао |                  |                  |
| Вијанцино       | Спринт | непознат | 4-8 гр.2   | Није се пласирао | Није се пласирао | Није се пласирао | Није се пласирао | Није се пласирао | Није се пласирао |                  |                  |
| Jacques Droëtti | Спринт | непознат | 4-8 гр.6   | Није се пласирао | Није се пласирао | Није се пласирао | Није се пласирао | Није се пласирао | Није се пласирао |                  |                  |
| Луиђи Коломбо   | Спринт | непознат | 4-7 гр.7   | Није се пласирао | Није се пласирао | Није се пласирао | Није се пласирао | Није се пласирао | Није се пласирао |                  |                  |

### Гимнастика
У току такмичења гимнастичари су учествовали у 16 вежби, од којих су се многе имале по два такмичења исте дисциплине. У свакој вежби се могло освојити по 20 поена, што је укупно дало највише 320 бодова. Поред гимнастичких вежби, такмичење је укључило и нека атлетска такмичења и дизање тегова.
| Дисциплина | Гимнастичар     | Резултат | Место |
| ---------- | --------------- | -------- | ----- |
| Вишебој    | Камило Паванело | 255      | 28    |

### Коњички спорт
| Дисциплина | Такмичар                   | Коњ    | Резултат | Место |
| ---------- | -------------------------- | ------ | -------- | ----- |
| Скок удаљ  | Ђовани Ђорђо Трицино       | Оресте | 5,70 м   | 2     |
| Скок удаљ  | Уберто Висконти ди Модроне |        |          |       |
| непознато  | 5-17                       |        |          |       |
| Скок увис  | Ђовани Ђорђо Трицино       | Канила | 1,85 м   | 1     |
| Скок увис  | Ђовани Ђорђо Трицино       | Мелепо | 1,70 м   | 4     |

У коњичком спорту учествовала је прва женска италијанска олимпијка Елвира Гвера, која се таакмичила у комбионаном јахању једној од две дисциплине (друга четвороропрег) које МОК не води као олимпијске дисциплине и њихове победнике као носиоце олимпијски медаља. Историчари олимпијског спорта Бил Малон и Херман де Вел су открили да су записници са ових такмичења нестали и да због тога МОК није резултате тих дисциплина признао за олимпијске, а њихове победнике у освајаче олимпијских медаља. На сајту олимпик спорта дат је пласман Елвир Гвера.

### Мачевање
| Дисциплина              | Такмичар          | Прва коло   | ЧФ               | Репасаж          | ПФ               | Финале           | Место  |
| ----------------------- | ----------------- | ----------- | ---------------- | ---------------- | ---------------- | ---------------- | ------ |
| Мач                     | Оливер Коларини   | 3-6, гр Е   | Није се пласирао | Није се пласирао | Није се пласирао | Није се пласирао | 35–104 |
| Мач                     | Giunio Fedreghini | 3-7, гр П   | Није се пласирао | Није се пласирао | Није се пласирао | Није се пласирао | 35–104 |
| Мач                     | Ђузепе Ђурато     | 1. гр К     | 4-6 ЧФ Д         |                  | Није се пласирао | Није се пласирао | 19-31  |
| Сабља                   | Giunio Fedreghini | прошао      |                  |                  | 5:8 ПФ А         | Није се пласирао | 9-16   |
| Сабља                   | Stagliano         | прошао      |                  |                  | 5:8 ПФ Б         | Није се пласирао | 9-16   |
| Сабља за проф. тренере  | Антонио Конте     | прошао      |                  |                  | 6:1              | 7:0              | 1      |
| Сабља за проф. тренере  | Italo Santelli    | прошао      |                  |                  | 6:1              | 6:1              | 2      |
| Сабља за проф. тренере  | Otello Santelli   | прошао      |                  |                  | 3:4              | Није се пласирао | 15-16  |
| Флорет                  | Оливер Коларини   | прошао      | није прошао      | Није се пласирао | Није се пласирао | Није се пласирао | 25-34  |
| Флорет                  | Giunio Fedreghini | није прошао | Није се пласирао | Није се пласирао | Није се пласирао | Није се пласирао | 38-54  |
| Флорет                  | Ђузепе Ђурато     | није прошао | Није се пласирао | Није се пласирао | Није се пласирао | Није се пласирао | 38-54  |
| Флорет                  | Паларди           | није прошао | Није се пласирао | Није се пласирао | Није се пласирао | Није се пласирао | 38-54  |
| Флорет за проф. тренере | Антонио Конте     | прошао      | прошао           |                  | 5:2              | 4:3              | 4      |
| Флорет за проф. тренере | Italo Santelli    | прошао      | прошао           |                  | 4:3              | 0:7              | 7      |

### Пливање
У овом спорту представници Немачке су освојили најсјасније медаље. Од 6 пливача само један није освојио медаљу, а најбољи је био Ернст Хопенберг са 2 златне медаље, једну у појединачној, а другу у екипној конкуренцији.
| Такмичар     | Дисциплина     | Полуфинале | Полуфинале | Финале          | Финале          |
| Такмичар     | Дисциплина     | Резултат   | Место      | Резултат        | Место           |
| ------------ | -------------- | ---------- | ---------- | --------------- | --------------- |
| Паоло Буцети | 200. слободно  | 3:35,0     | 5. у ПФ 1  | Није се пласрао | Није се пласрао |
| Паоло Буцети | 200 леђно      | 4:09,2     | 4. у ПФ 1  | 3:45,0          | 7               |
| Фабио Мањони | 4.000 слободно | 1:25:16,6  | 1. у ПФ 3  | 1:18:25,4       | 6               |

### Веслање
| Дисциплина | Веслач | Четвртфинале | Четвртфинале | Полуфинале       | Полуфинале       | Финале           | Финале           |
| Дисциплина | Веслач | Резултат     | Место        | Резултат         | Место            | Резултат         | Место            |
| ---------- | ------ | ------------ | ------------ | ---------------- | ---------------- | ---------------- | ---------------- |
| Скиф       | Пијађо | Није завршио | —            | Није се пласирао | Није се пласирао | Није се пласирао | Није се пласирао |